# 이란의 정치

이란의 정치는 1979년 혁명으로 수천 년 동안 지속된 이란의 군주제를 무너뜨린 이후 형성된 이슬람 신권정치의 틀 안에서 이루어진다.
이란의 정부 체제(nezam)는 (2000년 후안 호세 린츠에 의해) "전체주의의 이념적 경향과 권위주의의 제한된 다원주의"를 결합한 것으로 묘사되었다. "다양한 정책을 옹호하는 후보와 현직 의원이 자주 패배하는 정기 선거를 실시"하지만 2021년 민주주의 지수에서는 사우디아라비아보다 낮은 점수를 받았다.
1979년 12월 이란 이슬람 공화국 헌법은 시아파 이슬람이 이란의 국교임을 선언하고(이란인의 약 90~95%가 이슬람교의 시아파에 소속되어 있음) 신권정치(이슬람 법학자의 수호) 요소도 결합하고 있다. 대통령제이다. 많은 서구 민주주의 국가와 마찬가지로 이란에도 대통령과 의회(Majles)가 있다. 다른 서구 또는 이슬람 정부와 달리 이란 이슬람 공화국 정부는 최고 지도자와 임명되거나 선출되지 않은 수호자 위원회의 감독을 받으며, 그 중 절반은 이슬람 법학자들로 구성되어 있다.
최고 지도자는 국가 원수(대통령 위)이며 정부의 행정부, 입법부, 사법부뿐 아니라 군대와 언론을 직간접적으로 통제한다(카림 사도드푸어에 따르면). 이란 대통령, 의회(또는 마즐리스), 전문가 총회(최고 지도자를 선출), 지방의회는 모두 선출되지만 이러한 직책에 출마하는 모든 후보자는 수호자 위원회의 심사를 받아야 한다(이는 압도적인 투표 자격을 박탈함) 대부분의 후보자)는 이슬람 공화국의 정부 체제에 대한 충성심 때문이다. 1998년에 수호자 위원회는 "신학적 자격 부족"을 이유로 하디 하메네이의 전문가 회의 의석 후보를 거부했다. 또한 "국가의 이슬람 성격을 보호"하기 위해 임명된 조직(보통 최고 지도자의 통제하에 있음)에서 선출된 대표가 있다.

## 같이 보기
- 이란의 경제
- 이란의 대외 관계
- 이란-콘트라 사건
- 이란 개혁파
- 이란의 핵 문제
- 이란의 총리